# Xamberg

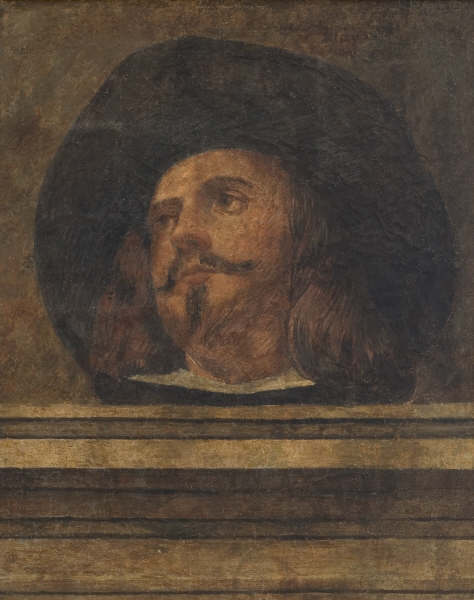
Típic xamberg del en un quadre coetani: Cavaller del xamberg, de Nicolás de Villacís

El xamberg o barret/capell de lansquenet/bergantet/bergantell o capell/barret de mosqueter és un barret tou, d'ala ampla i copa relativament baixa, amb una ala plegada (generalment l'esquerra, de vegades totes dues) i subjecta a la copa amb bagues o fermalls. Generalment és fet de feltre. Pot incorporar també galons i plomes. És d'ús bàsicament militar, si bé al segle xvii també era d'ús civil.
El català xamberg equival a l'anglès slouch hat; esp. chambergo; fr. chapeau à bord relevé (en general) i chapeau de brousse (només aplicat als models contemporanis); it. cappello a tesa rialzata; port. chapéu de aba levantada; etc. El nom de xamberg amb què es coneix aquest barret en català és corrupció de Schömberg (segurament a partir de la pronúncia francesa com a mot agut): s'aplicà al conjunt format per casaca i barret que utilitzaven les tropes del mariscal de França, d'origen alemany, Charles de Schomberg (1616 - 1690), les quals van intervenir a la Guerra dels Segadors.
El xamberg fou la lligadura militar més habitual en el segle xvii. Segons sembla, procedia de la indumentària camperola, i s'incorporà a la indumentària militar per iniciativa de l'exèrcit suec, a imitació del qual anà expandint-se a molts d'altres. Normalment s'ornava de plomall. El xamberg entrà en decadència a finals del segle xvii, en què el substituí el tricorn, resultat de fer més plecs al barret tou.

Barret cors emplomallat (ací, en una variant civil)

Nous tipus de xamberg esdevingueren populars a partir del segle xix entre diversos exèrcits.
- En el període de les guerres revolucionàries i napoleòniques fou molt popular entre els caçadors (infanteria lleugera) de força exèrcits l'anomenat barret cors, un copalta de feltre negre arranjat com a xamberg, i, sovint, ornat de plomall. El model més cèlebre i durador fou el barret de Jäger austríac, el qual consistí en un barret cors emplomallat fins al 1861, en què es transformaria en simple copalta emplomallat, sense plegatge d'ala.
- Algunes tropes hongareses dugueren xambergs emplomallats (que no eren barrets corsos) durant la Revolució de 1848. Arran que Kossuth en duia en refugiar-se als Estats Units, el xamberg emplomallat s'hi posà de moda sota el nom de "barret Kossuth" (Kossuth hat). Això influí en l'estil dels barrets duts per ambdós bàndols durant la Guerra de Secessió.
- Des de 1885 el xamberg (slouch hat) és la lligadura emblemàtica de l'exèrcit australià, fins al punt que a Austràlia, particularment, el xamberg ha atès estatus de símbol nacional.[2]

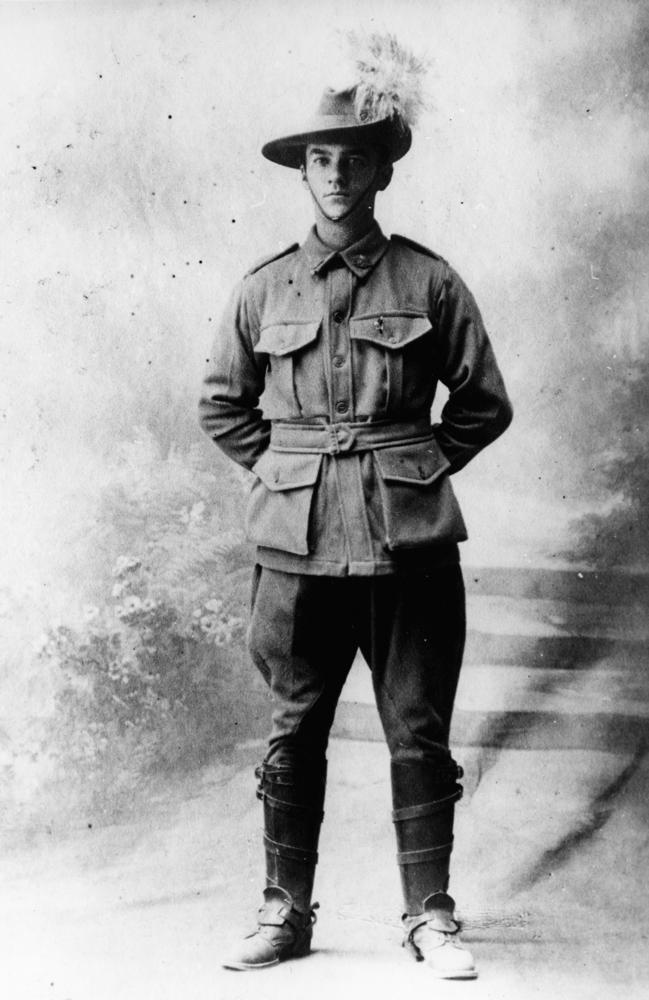
Típic xamberg contemporani: soldat australià en uniforme de gala (1912), d'on el plomall que orna el barret

- Fou lligadura tropical de l'exèrcit britànic (slouch hat)[3] d'ençà del 1899 almenys (quan fou adoptat durant la Guerra dels Bòers), com a alternativa del casc colonial, el qual acabà substituint del tot durant la Segona Guerra Mundial. A partir del 1944 el xamberg convisqué amb barrets d'ala desplegada, fins a ésser suprimit definitivament el 1955, en què el substituí el barret de jungla. Avui dia només el conserven els gurkhes, en versió privativa.
- L'exèrcit neozelandès l'emprà entre 1899 i 1916 (Mounted Rifles hat), tot i que després de la Guerra dels Bòers tendia a dur-lo amb les ales desplegades; l'any 1998 el recuperà per a diari i feineig (sempre desplegat, però, amb què caldria considerar-lo, més aviat, un barret tou de tipus genèric). El 2012 passà a ésser també de gala.[4]
- També fou típic de les tropes colonials alemanyes d'Àfrica, sota el nom de Schutztruppenhut (o, col·loquialment, Südwester, 'sud-occidental', per l'Àfrica Sud-Occidental Alemanya, actual Namíbia); curiosament, l'ala plegada generalment hi era la dreta, al contrari de l'ús internacional.

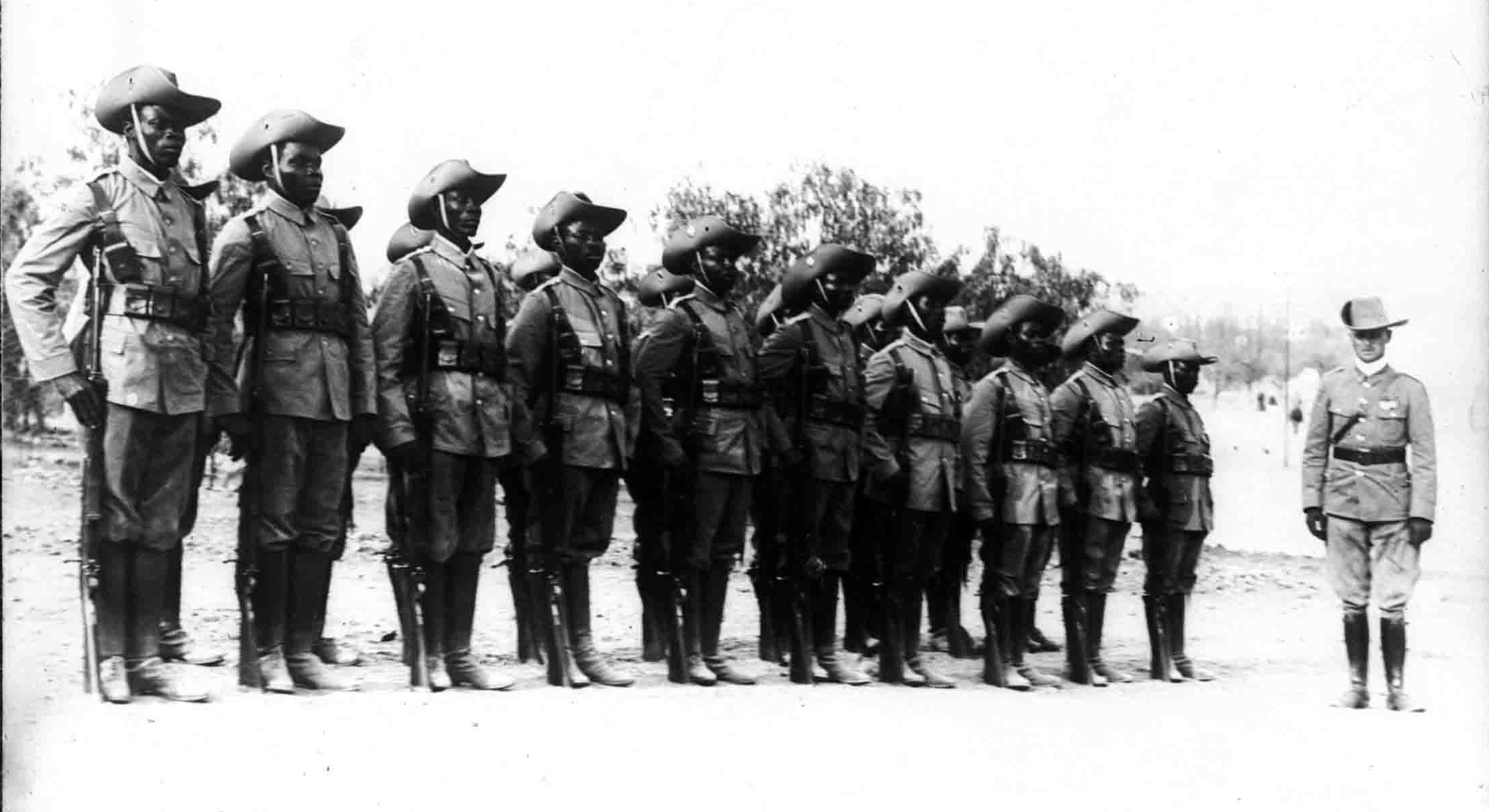
Tropes colonials alemanyes amb xamberg (Schutztruppenhut, àlies Südwester). Camerun, vers 1914

- Els bòers usaven xambergs conjuntament amb barrets tous d'ales desplegades.
- Als anys cinquanta, a les guerres d'Indoxina i d'Algèria, l'exèrcit francès emprà un xamberg de roba per a campanya (chapeau de brousse, model 1949), imitat de l'australià.

Entre les tropes colonials espanyoles actuants en zones d'elevada insolació durant la segona meitat del segle xix, la lligadura de campanya més habitual era el barret de palla; tot i això, sembla que es té constància gràfica de l'ús de xambergs en la Guerra d'Independència cubana i en la de Filipines. Això a banda, en espanyol s'ha donat sovint el nom de xamberg (chambergo) a barrets tous d'ala ampla, independentment que duguessin ala plegada o no. Per això se cita sovint com a "xamberg" el barret de roba adoptat per la Legió Espanyola arran de la fundació (1920), així com el model pràcticament idèntic que fou la lligadura d'estiu de tot l'exèrcit espanyol entre 1926 i 1930. De fet, aquests barrets sovint incorporaven dispositiu per a plegar l'ala esquerra, però l'evidència gràfica mostra que normalment es duia desplegada.
En cert sentit, es podria considerar un tipus peculiar de xamberg el barret femení avui reglamentari en nombrosos exèrcits, atès el plegatge d'ala; emperò, és un barret rígid, l'ala és bastant estreta, i totes dues van plegades.
En el món civil, el xamberg fou popular com a lligadura masculina al segle xvii, per influència militar, i dut amb plomall o sense; a Espanya, particularment, resistí fins ben endins del segle xviii. Avui dia forma part del vestit tradicional dels gautxos argentins i dels blandengues de Montevideo.